# Ulica Bolesława Prusa w Siedlcach

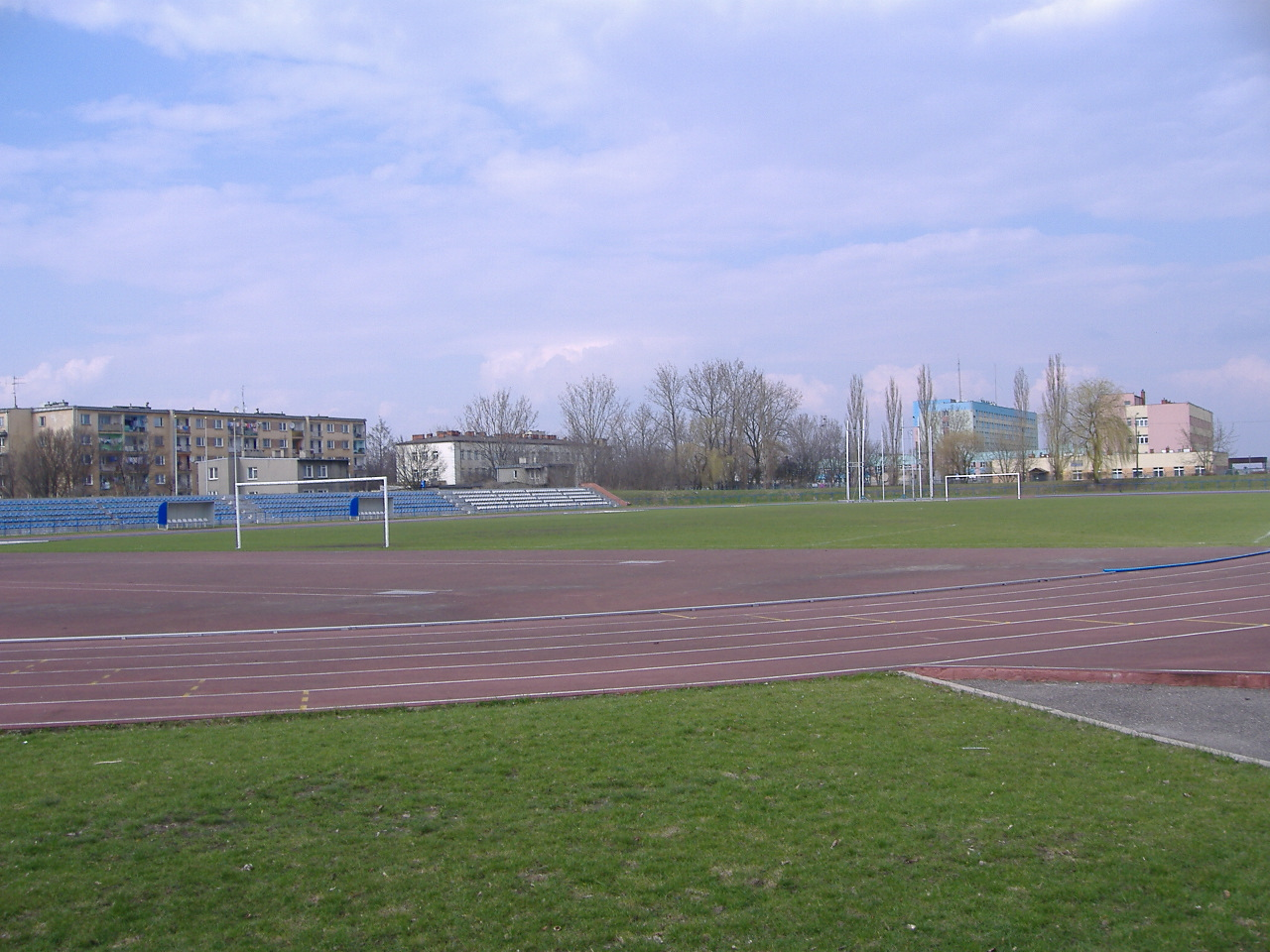
Stadion lekkoatletyczny

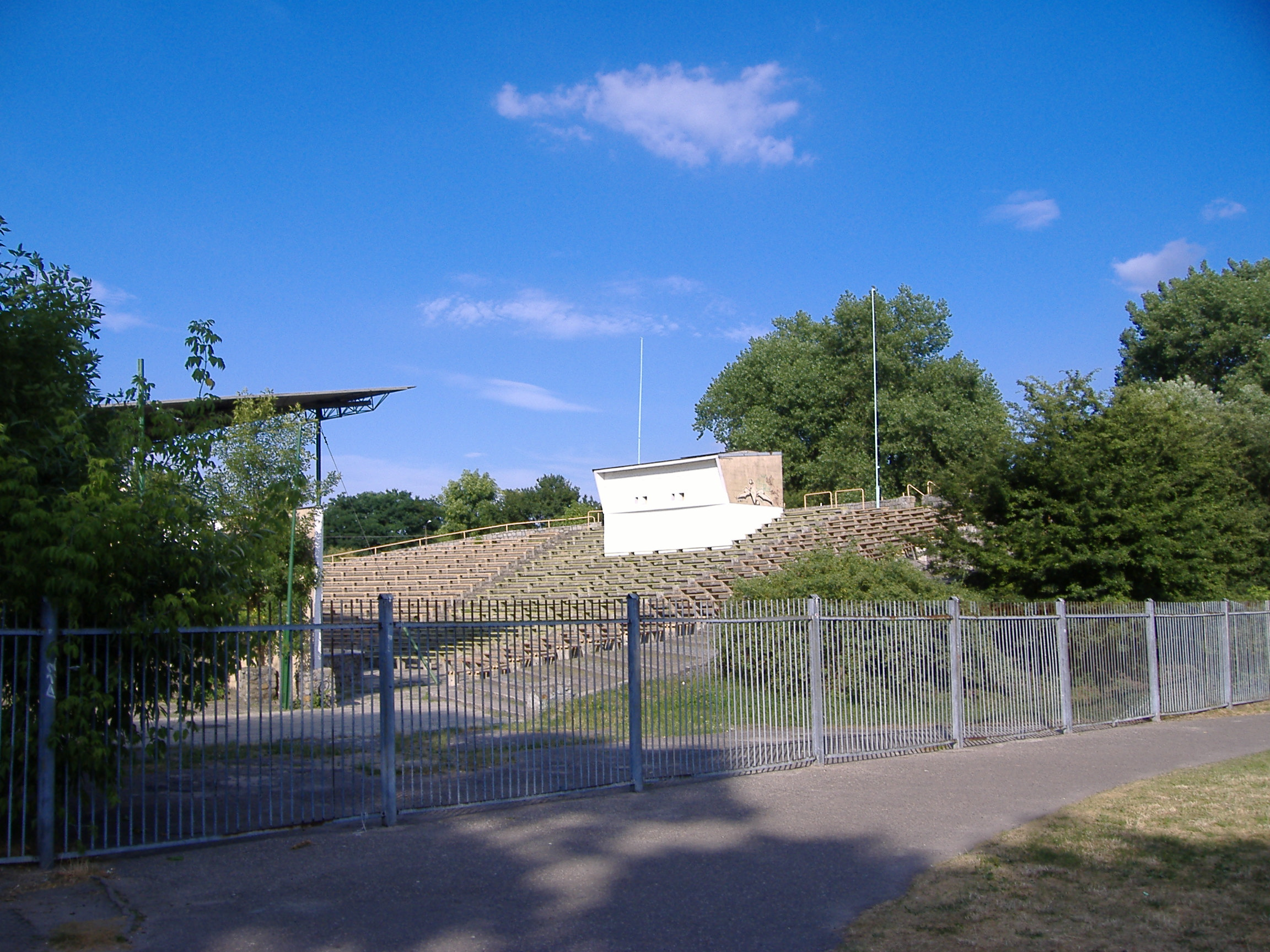
Amfiteatr miejski

Ulica Bolesława Prusa – jedna z głównych ulic w Siedlcach na trasie W-Z,  w dzielnicach: Stara Wieś i Nowe Siedlce.

## Przebieg
Ulica swój początek bierze na rondzie im. Bohdana Arcta, krzyżującym się ulicą Kazimierzowską, kończy się na rondzie im. ks. Jerzego Górskiego, na skrzyżowaniu ulic: Czerwonego Krzyża, Wł. Jagiełły, Wł. Broniewskiego.
Ulica leży w ciągu drogi krajowej nr 63, w większości jest jednojezdniowa, rozszerza się do dwóch pasów przy dwóch rondach (początkowym i końcowym)

## Historia
W 2010 roku odcinek od ul. Mickiewicza do ul. Wiszniewskiego doczekał się gruntownej modernizacji, obejmującej bezwykopową renowację sieci kanalizacyjnej, wykonanie nowej podbudowy (usunięto skryty pod asfaltem bruk na odcinku Mickiewicza – Konarskiego oraz betonowe płyty na odcinku Konarskiego – Wiszniewskiego), modernizację chodników, modernizację istniejących od Konarskiego do Wiszniewskiego parkingów oraz budowę nowych od Wiśniowej do Konarskiego (po południowo-zachodniej stronie ulicy). Wybudowano zatoczki autobusowe (jedną kosztem parkingu przy OSiR), wymieniono latarnie między Konarskiego a Wiszniewskiego.

## Pochodzenie nazwy
Nazwa poświęcona jest polskiemu pisarzowi Bolesławowi Prusowi.

## Obiekty
- Hala Sportowa, stadion piłkarsko-lekkoatletyczny oraz sztuczne lodowisko (w sezonie zimowym) ARMS, nr 6
- Amfiteatr (ul. E. Wiszniewskiego)
- II Liceum Ogólnokształcące im. św. Królowej Jadwigi, nr 12
- Uniwersytet w Siedlcach (wydział Przyrodniczy), nr 14
- Komenda Miejska Policji, nr 18
- Na odcinku od ronda Arcta do ronda Barszczewskiej znajduje się park miejski Aleksandria
- domy jednorodzinne dzielnicy Nowe Siedlce (rondo im. Barszczewskiej – rondo im. Górskiego)

## Komunikacja
Ulicą Bolesława Prusa kursują autobusy nr: 4, 9, 27

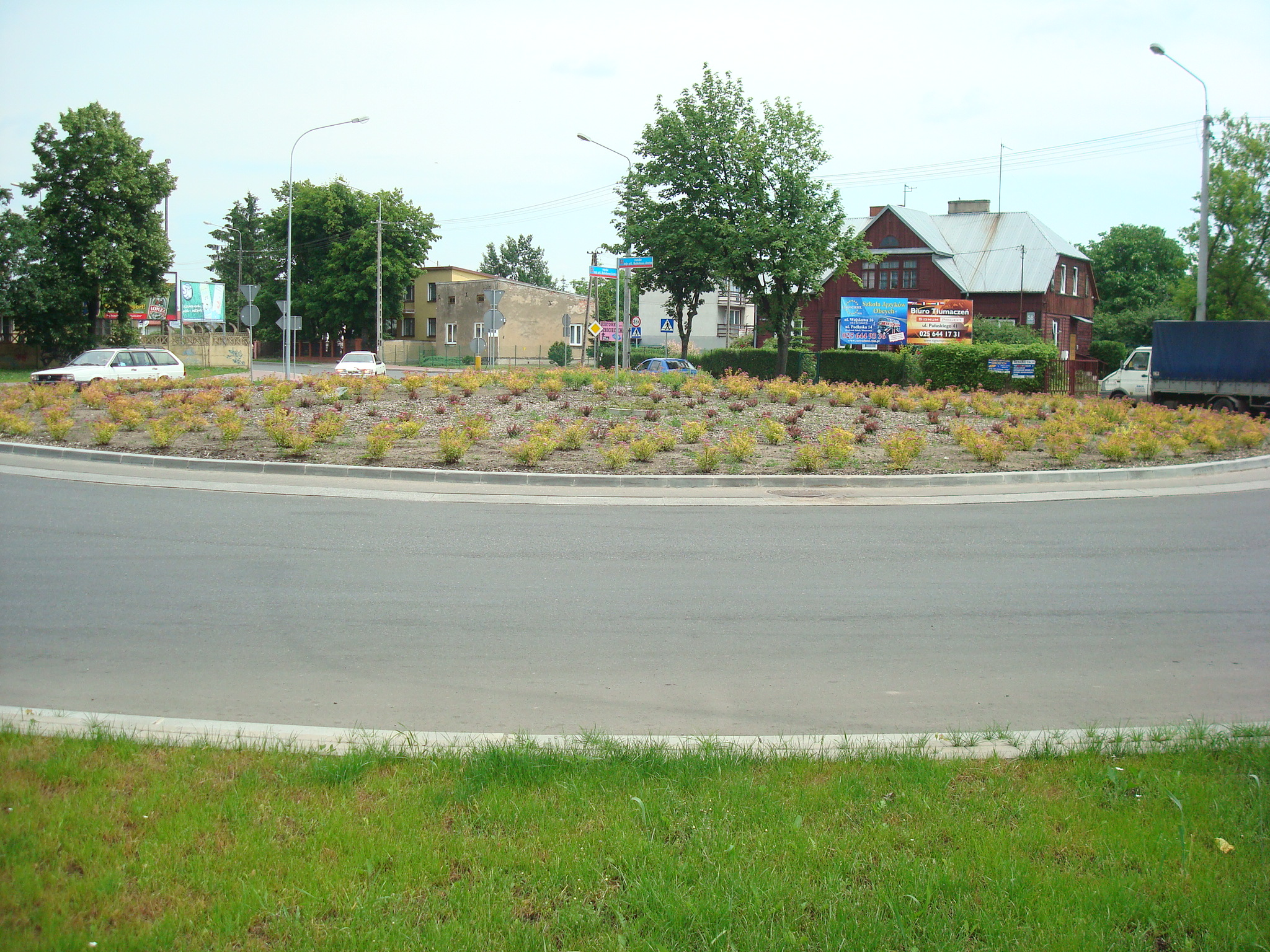
Rondo im. Bohdana Arcta
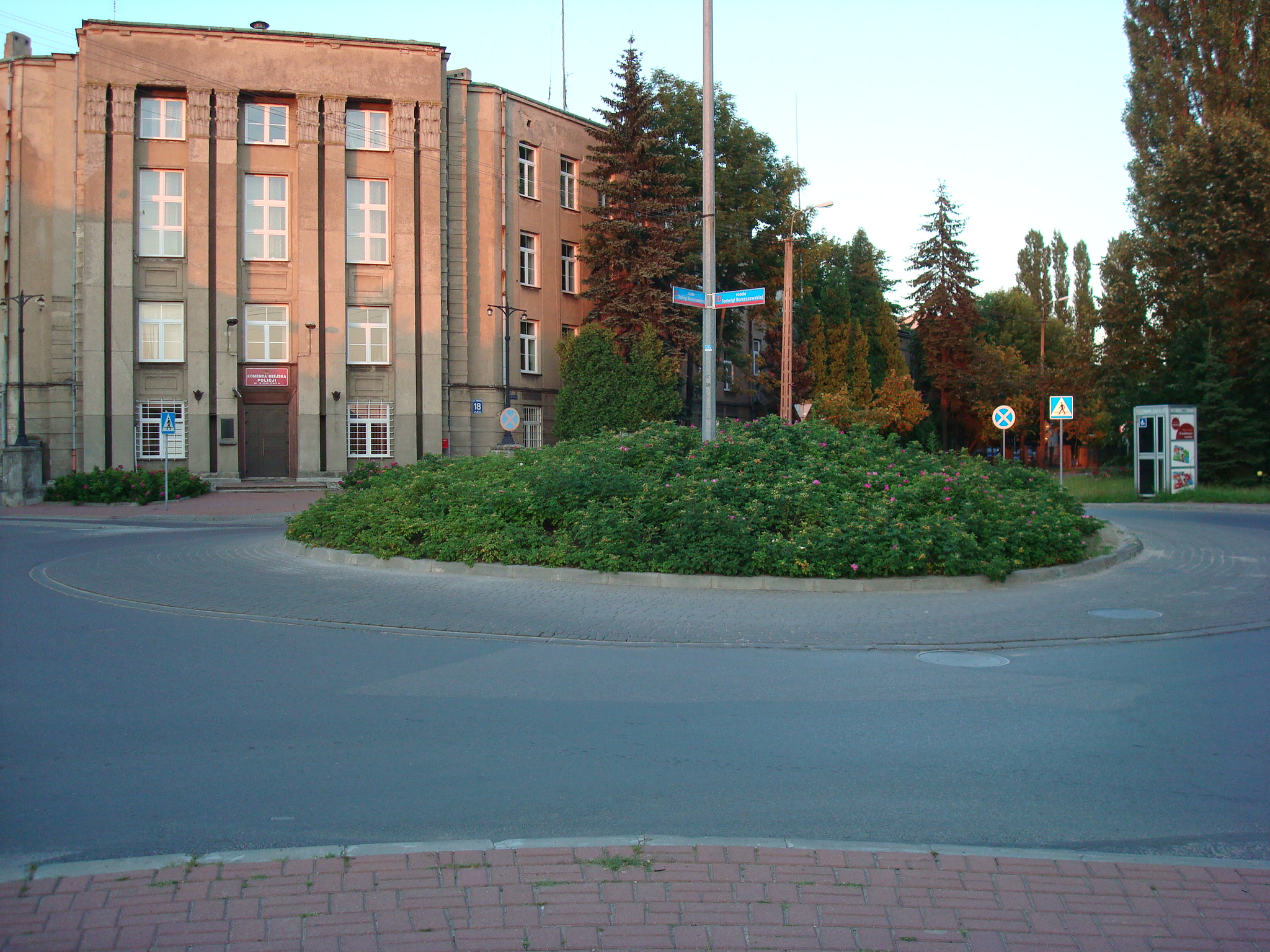
Rondo im. Jadwigi Barszczewskiej
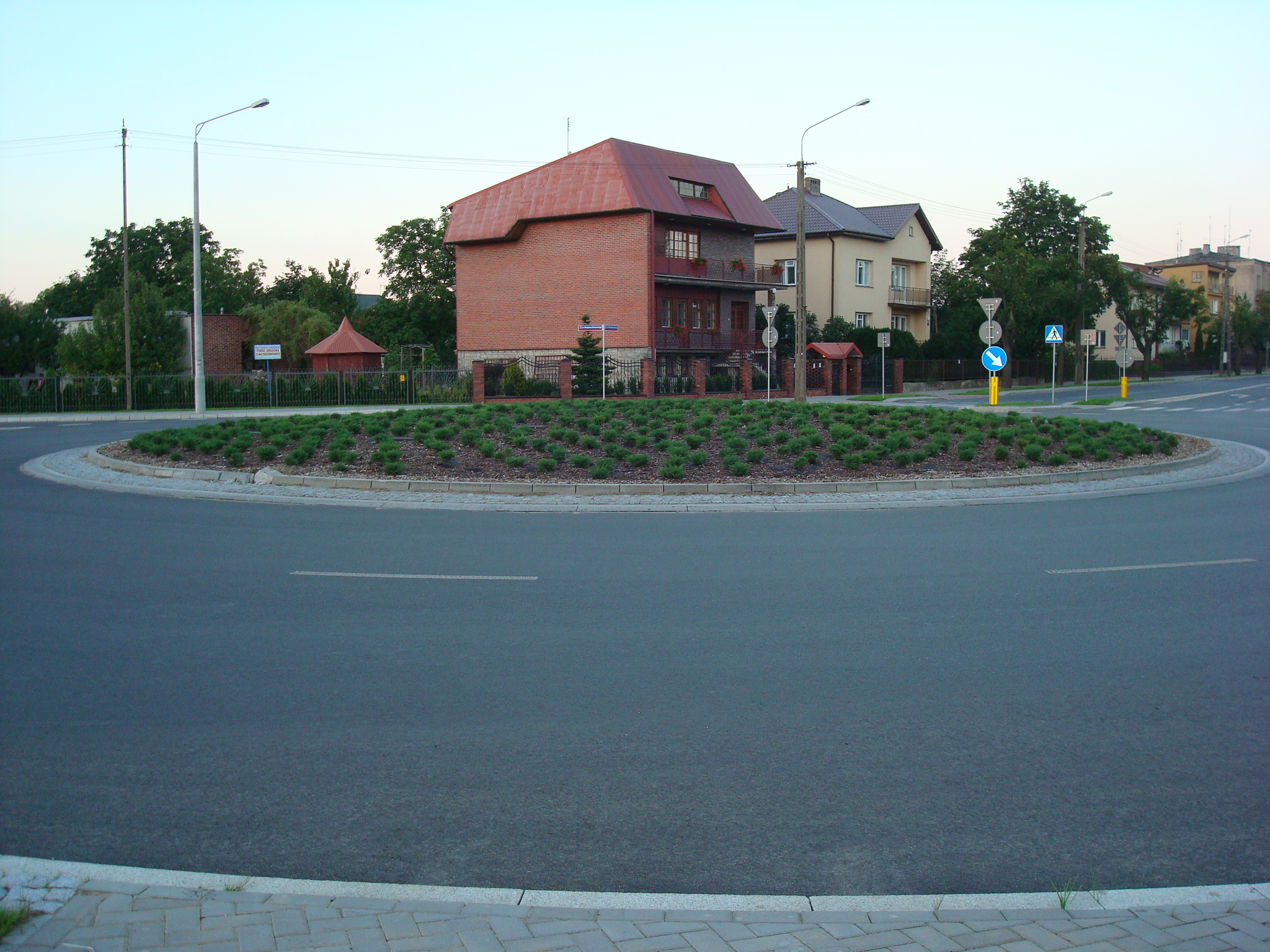
Rondo im. ks. Jerzego Górskiego